# Full speed igen, Herbie!
Full speed igen, Herbie! är en amerikansk långfilm från 1974 av Walt Disney Productions, baserad på karaktärer skapade av Gordon Buford. Filmen hade amerikansk premiär den 15 februari 1974, och svensk premiär den 14 oktober 1974.

## Handling
Affärsmannen Alonzo Hawk planerar att bygga världens största byggnad, men den ska ligga precis där en brandstation står just nu. Där bor Mrs. Steinmetz tillsammans med Herbie och försvarar sig mot honom. 
Hawk skickar Willoughby Whitfield, sin "korkade" brorson, en fullfjädrad advokat. Willoughby möter Herbie och börjar inse glädjen Mrs.Steinmetz får ut av brandstationen och hjälper gärna till att försvara henne mot Alonzo Hawk.

## Rollista i urval
- Helen Hayes – Mrs. Steinmetz
- Ken Berry – Willoughby Whitfield
- Stefanie Powers – Nicole Harris Whitfield
- John McIntire – Mr. Judson
- Keenan Wynn – Alonzo A. Hawk
- Huntz Hall – domare
- Ivor Barry – Maxwell, chaufför
- Vito Scotti – taxichaufför
- Liam Dunn – doktor
- Elaine Devry – Millicent
- Chuck McCann – Fred Loostgarten
- Don Pedro Colley – Barnsdorf